# Johann Friedrich Wilhelm von Neumann
Johann Friedrich Wilhelm von Neumann zu Wolfsfeld (* 20. April 1699 in Groß Salze; † 7. September 1768 in Wolfsfeld) war ein deutscher Rechtswissenschaftler.

## Leben
Neumann war Sohn eines herzoglich holstein-glücksburgischen geheimen Rats und Hofmeisters, der aber bereits vor der Geburt des Sohnes verstarb. Bereits 1709 wurde er zur Ausbildung an der Universität Wittenberg aufgenommen. 1715 und 1716 studierte er Rechtswissenschaft an der Universität Leipzig. Es folgten weitere Rechtsstudien an den Universitäten von Jena und Erfurt. Im Rahmen einer Reise durch die Niederlande studierte er kurze Zeit an der Universität Utrecht. Es folgten Studienreisen durch Frankreich und England.
Neumann erhielt, nachdem er mehrere Fürstenhöfe in den deutschen Landen besucht hatte, 1735 eine Stelle als fürstlicher Rat am Hof in Ansbach. Er wurde von Markgraf Karl Wilhelm Friedrich von Brandenburg-Ansbach an den Hof in Wien gesendet. Dort war er für mehrere Jahre im ansbachischen Dienst tätig. Sein Aufenthalt ermöglichte ihm außerdem intensive Studien des Reichshofrats, die er später schriftstellerisch verarbeitete.
Neumann zog sich nach seiner Rückkehr auf das Gut  Wolfsfeld im Fränkischen zurück und lebte dort zurückgezogen bis zu seinem Lebensende.

## Werke (Auswahl)
- Bibliotheca Juris Imperantium Quadripartita Sive Commentatio De Scriptoribus Jurium Quibus Summi Imperantes Utuntur Naturae Et Gentium Publici Universalis Et Principum Privati, Monath, Nürnberg 1727.
- Principia Processus Judicii Imperialis Aulici Hodierni, Brevissime Delineata, Indicatis Simul Differentiis Processus Cameralis, Knoch, Leipzig 1744.
  - deutsch: Principia Processus Judicii Imperialis Aulici Hodierni: In fünf Theilen abgetheilet, Cum Differentiis Processus Cameralis. Nebst einem vollständigen Formular-Buch Des heutigen Reichs-Processes, Knoch, Leipzig 1747.
- Meditationes juris Principum privati, 9 Bände, Möller, Frankfurt am Main 1751–1756.